# Tanjung Maria (Simangambat)
Tanjung Maria is een bestuurslaag in het regentschap Padang Lawas Utara van de provincie Noord-Sumatra, Indonesië. Tanjung Maria telt 303 inwoners (volkstelling 2010).